# 恋する40DAYS
『恋する40days』（原題: 40 Days and 40 Nights）は、2002年にアメリカ合衆国で制作されたロマンティック・コメディ映画。

## あらすじ
マットは恋人にふられたのをきっかけに、40日間の禁欲生活を始める。悪友たちは面白がって、茶化したり賭けの対象にしたりする。マットはサイバーコップ（悪質サイトをブロックする仕事）でエリカとコインランドリーで知り合い、バスでデートしたりする。さて、マットは無事に40日目を過ごすことができるのか。

## キャスト
| 役名                   | 俳優                         | 日本語吹替 |
| ---------------------- | ---------------------------- | ---------- |
| マット・サリヴァン     | ジョシュ・ハートネット       | 山野井仁   |
| エリカ・サットン       | シャニン・ソサモン           | 石塚理恵   |
| ライアン               | パウロ・コスタンゾ           | 真殿光昭   |
| サム                   | マギー・ジレンホール         | 魏涼子     |
| ニコル                 | ヴィネッサ・ショウ           | 藤貴子     |
| ジョン・サリヴァン     | アダム・トレーズ             | 青山穣     |
| ジェリー・アンダーソン | グリフィン・ダン             | 牛山茂     |
| マンディ               | キーガン・コナー・トレイシー | 斎藤恵理   |
| スージー               | エマニュエル・ヴォージア     |            |
| キャンディ             | モネ・メイザー               | 松谷彼哉   |
| アンディ               | クリスティン・シャトラン     | 込山順子   |
| マー神父               | スタンリー・アンダーソン     | 稲葉実     |
| ダイアナ               | ローリン・ヒース             |            |
| クリス                 | グレン・フィッツジェラルド   | 咲野俊介   |
| ダンカン               | ジャレッド・ポール           | 佐久田修   |
| ニール                 | テリー・チェン               | 鈴木正和   |
| ニック                 | カイ・レノックス             | 堀川仁     |
| マイキー               | クリス・ゴーシャー           | 遠藤純一   |
| ウォルター・サリヴァン | バリー・ニューマン           |            |
| ベヴ・サリヴァン       | メアリー・グロス             | 久保田民絵 |
| デヴィット・ブロコウ   | ディラン・ニール             | 隈本吉成   |

- その他日本語吹替：後藤敦、金野恵子、柳沢真由美

## スタッフ
- 監督：マイケル・レーマン